# Weinmannia ovata
Weinmannia ovata är en tvåhjärtbladig växtart som beskrevs av Antonio José Cavanilles. Weinmannia ovata ingår i släktet Weinmannia och familjen Cunoniaceae. Inga underarter finns listade i Catalogue of Life.